# 326P/Hill
La comète Hill, officiellement 326P/Hill, est une comète périodique du système solaire, découverte le 24 septembre 1990 par Richard Erik Hill.